# 岡崎市立秦梨小学校
岡崎市立秦梨小学校（おかざきしりつ はだなししょうがっこう）は愛知県岡崎市秦梨町にある公立小学校。

## 概要
1873年（明治6年）に創立した。

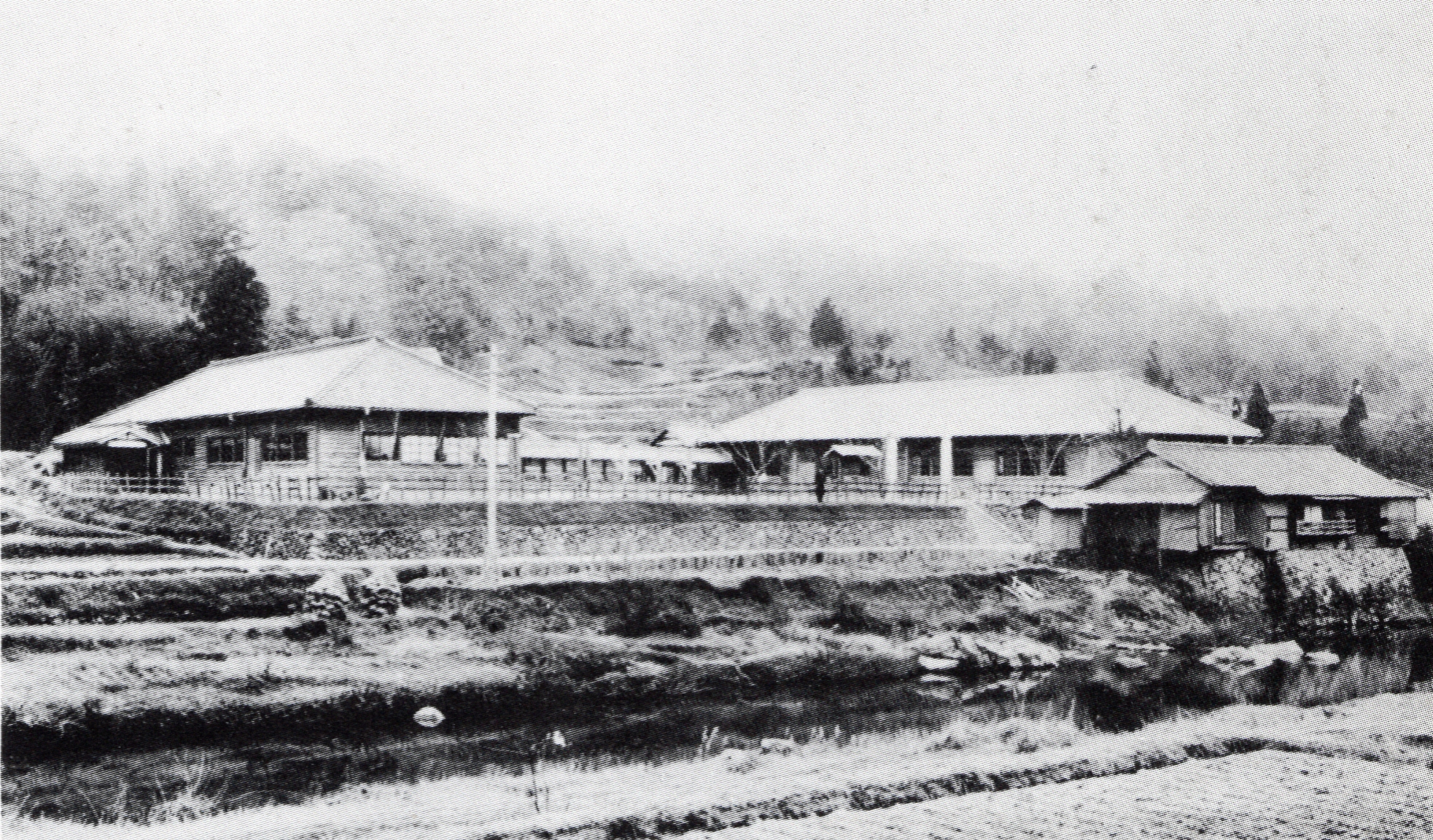
河合村立秦梨尋常高等小学校（大正時代）

生平小学校とともに岡崎市立河合中学校の学区を構成する。
| 調査日       | 児童数 | 通常学級 | 特別支援学級 | 出典  |
| ------------ | ------ | -------- | ------------ | ----- |
| 2013年4月8日 | 54人   | 6        | 1            | [ 2 ] |
| 2019年5月1日 | 53人   | 6        | 2            | [ 3 ] |
| 2020年5月1日 | 53人   | 6        | 2            | [ 4 ] |
| 2021年5月1日 | 55人   | 6        | 2            | [ 5 ] |
| 2022年5月1日 | 52人   | 6        | 3            | [ 6 ] |
| 2023年5月1日 | 46人   | 6        | 3            | [ 7 ] |

## 学区
| 町名                                             | 進学先     |
| ------------------------------------------------ | ---------- |
| 須淵町、岩戸町、才栗町、秦梨町（字土橋を除く。） | 河合中学校 |

### 小規模特認校制度
2022年（令和4年）8月26日、市教育委員会は、秦梨小学校、下山小学校、宮崎小学校、夏山小学校の4校が2023年（令和5年）4月から、学区外の児童が入学・転入・編入できるようになる「小規模特認校制度」を導入すると発表した。市内の小学校に在籍する児童や在籍予定の園児であれば4校への入学などが認められる。入学などの受け入れ時期は原則毎年4月の年度当初で、1年以上の在籍を条件とする。通学については保護者の送迎を基本とし、公共交通機関を利用した児童のみの通学も認められる。募集期間は2022年（令和4年）9月1日～12月20日。

## 主な活動
- 学校林活動
- 炭焼き
- ビオトープ

## 行事
- 4月

入学式・下校指導・給食開始・退任式・健康診断・避難訓練・授業参観・PTA総会・児童引き渡し訓練・家庭訪問・1年生を迎える会・交通教室
- 5月

山菜摘み・山菜会食・運動能力テスト・全校田植え・基礎学力テスト1
- 6月

学区大運動会・プール開き・フリー授業参観・不審者対応避難訓練・心肺蘇生法講習会
- 7月

七夕集会・山の学習・校内水泳大会・選手激励会・基礎学力テスト2・個別懇談会・大掃除・終業式
- 8月

夏休み中の奉仕作業
- 9月

始業式・避難訓練・給食開始・フリー授業参観
- 10月

学芸会・全校稲刈り・全校脱穀・基礎学力テスト3・おかざきっ子展・親子アウトドア大会
- 11月

収穫祭並びに一人暮らしのお年寄りとのふれあい会食会・授業参観並びに教育講演会・就学時健康診断・竹箒作り・遠足・修学旅行
- 12月

基礎学力テスト4・全校餅つき大会・朝のかけ足・個別懇談会・終業式
- 1月

始業式・避難訓練・書初め大会・フリー授業参観・書初め展・マラソン大会・山仕事の会
- 2月

七草摘み・七草会食・新入学児保護者会・基礎学力テスト5
- 3月

ひなまつり会食・卒業生を送る会・卒業式・修了式

## 受賞
- 全国緑化コンクール特選（平成19年）準特選（平成17年）など